# Pherosphaera
Pherosphaera är ett släkte av barrväxter. Pherosphaera ingår i familjen Podocarpaceae.
Släktets två arter och Microcachrys tetragona förekommer i den australiska regionen. De har liknande utseende och har ofta förväxlats med varandra. Släktets medlemmar är ofta utformade som buskar. Hos Pherosphaera fitzgeraldii är barren 2,5 till 3,5 mm långa och barrens längd hos Pherosphaera hookeriana är cirka 1,5 mm. Exemplar växer oftast i bergstrakter vid fuktiga ställen som strandlinjer av sjöar och vattendrag.
Arter enligt Catalogue of Life:
- Pherosphaera fitzgeraldii, hittas i New South Wales.
- Pherosphaera hookeriana, växer på Tasmanien.

## Bildgalleri

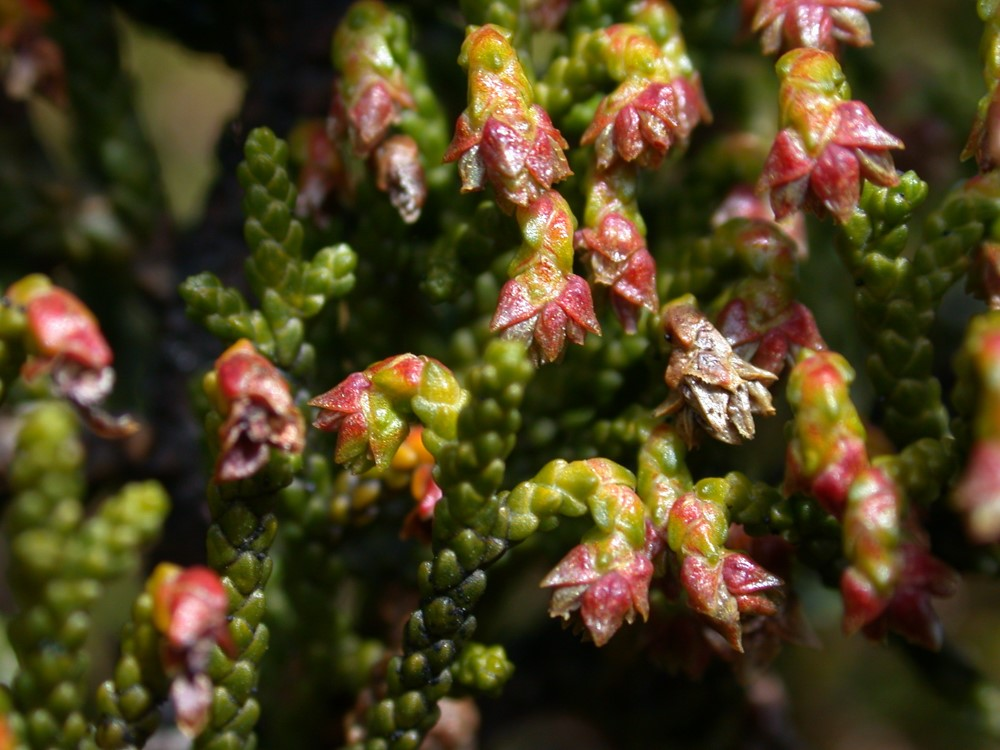
Pherosphaera hookeriana